# Râul Arno
Arno este un râu din Italia centrală care traversează regiunea Toscana. Izvorăște din versantul meridional al Muntelui Falterona, care face parte din lanțul muntos al Apeninilor situat între regiunile Toscana și Romagna, în interiorul Parcului Național al Pădurilor Casentinese, al Muntelui Falterona și Campigna (Parco Nazionale delle Foreste Casentinesi del Monte Falterona e Campigna). la 1385 m deasupra mării.
Arno are o lungime de 241 km,  primește ca afluenți râuri aparținând următoarelor bazine: Casentino (până la confluența cu Chiana), Val di Chiana, Valdarno superior (o lungă vale delimitată în dreapta de Pratomagno și în stânga de dealurile provinciei Siena), bazinul râului Sieve (care se varsă în Arno înainte de intrarea în Florența), Valdarno mijlociu (cuprinzând orașele Florența, Sesto Fiorentino, Prato și Pistoia), Valdarno inferior (caracterizată de văi în care curg afluenți importanți, cum sunt Pesa, Elsa, Era).